# Eucalyptus calycogona
Eucalyptus calycogona és una espècie de planta de la família de les Mirtàcies, endèmica del central Wheatbelt d'Austràlia Occidental, molt estesa en les zones sublitorals del nord del riu Murchison sud-est de Wagin, generalment en muntanyes baixes del país. Les inflorescències són diferents en els nombrosos brots prims que formen un raïm amb l'aparença d'una aranya.

## Descripció

### Port
Aquests arbres sel's coneix amb el nom de mallee que significa eucaliptus australià de creixement baix però espés, que normalment té diverses tiges primes. L'escorça és rugosa a la part inferior de les tiges, de color gris fosc a gris-negre. Les fulles adultes són de color verd brillant. Mesura fins a 5 metres d'alçada. Forma un lignotuber, un creixement llenyós arrodonit en o per sota del nivell del sòl en alguns arbustos i arbres que creixen en àrees subjectes a incendis o la sequera, que conté una massa dels brots i les reserves d'aliments. Els branquillons presenten glàndules oleíferes a la medul·la. La medul·la és la part més interna del cilindre central de les tiges i de les arrels.

#### Creixement juvenil
En garrigues o al camp en forma de plàntules de 50 cm: les tiges tenen una secció transversal en forma triangular que aviat s'arrodoneix i es torna berrugosa.

### Fulles
Les fulles juvenils sempre són peciolades. Oposades cada tres nodes, llavors alternades. De forma són ovades, i tenen unes mides de 5,5-9 cm de llarg, 3-5,5 cm d'ample; la base és cònica o truncada a arrodonida. Són de color blau-verd a lleugerament glauc.
Les fulles en l'adult són alternes, els pecíols tenen unes mides d'uns 0,8-2 cm de llarg; són de forma lanceolada, 6-12 cm de llarg, 1-2,2 cm d'ample, s'estrenyen cap a la base del pecíol, amb el marge sencer i un àpex punxegut, verd, presenten una reticulació de moderada a densa, amb glàndules oleíferes aïllades.

### Inflorescències
Són axil·lars no ramificades, els peduncles amb eixamplament apical, 0,8-1,8 cm de llarg; rovells d'11 a 15, pedicelades, allargades i fusiformes, pocs estams exteriors erectes, anteres oblongues, versàtils, dorsifixes, dehiscents per unes ranures longitudinals, estils llargs i rectes, l'estigma més o menys cònic, 3 lòculs, la placenta cada una amb 4 files verticals d'òvuls; flors blanques cremosa.

## Taxonomia
Eucalyptus calycogona va ser descrita per Brooker, Murray Ian Hill i Hopper, Stephan Donald i publicada a Nuytsia 8(1): 68. 1991. (Nuytsia).

### Etimologia
- Eucalyptus: prové del grec kaliptos, "cobert", i el prefix eu-, "bé", en referència a l'estructura llenyosa que cobreix i dona protecció a les seves flors.[4]
- calycogona: epítet llatí que significa "arachnaeus", aranya, fent referència a la forma dels grups de gemmes.

### Sinonímia
- Eucalyptus arachnaea subsp. arachnaea
- Eucalyptus redunca var. melanophloia Benth.[5][6]